# 삿초 동맹

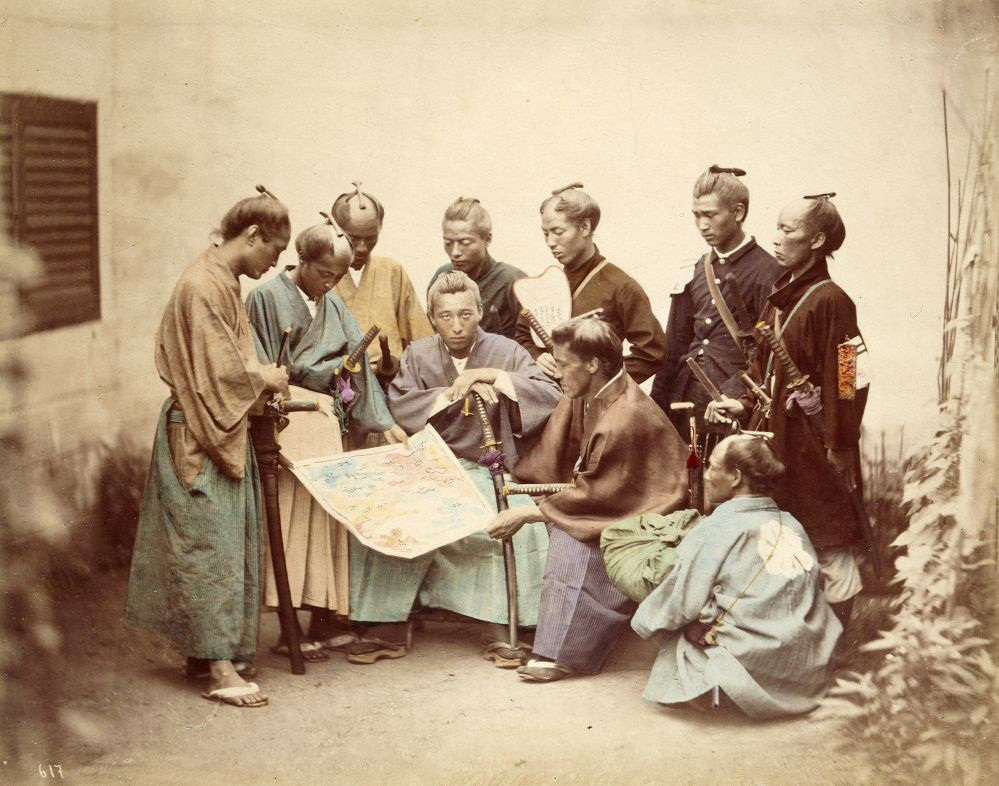
보신전쟁의 사쓰마 사무라이 (펠리체 베아토 촬영)

삿초 동맹(일본어: 薩長同盟 삿초도메이[*])은 일본의 에도 시대 후기에 사쓰마번(오늘날 가고시마현)과 조슈번(오늘날 야마구치현)이 맺은 정치적, 군사적인 동맹을 가리킨다. 1866년 3월 7일에 맺었으며, 에도 막부를 타도하는 게 목적이었다. 삿초 맹약, 삿초 연합이라고도 한다.
원래 사쓰마번은 1864년에 금문의 변 사건을 일으켜 교토에서 조슈번을 추방하였고, 몇 차례 조슈번을 공격하여 사이가 좋지 않았으나, 도사번 출신의 사카모토 료마, 나카오카 신타로 중재로 동맹을 맺었다.

## 개요
사쓰마번과 조슈번은 교토를 중심으로 에도 시대 막부 말기의 정계에서 웅번으로 큰 영향력을 가지고 있었다. 사쓰마가 공무합체의 입장에서 막부의 개국 노선을 지지하면서 막부의 정치 개혁을 요구한 반면, 조슈번은 급진적이고, 파격적인 양이론을 받들며 반막부적인 자세를 강화하는 등 양자는 쉽게 화해할 수 없는 입장에 있었다. 사쓰마는 1863년(분큐 3년) 8월 18일 아이즈번과 협력하여, 조슈 번 세력을 교토 정치권에서 추방했다. (8월 18일의 정변) 다음 해 1864년(겐지 원년) 7월 19일에는 상경 출병해 온 조슈번 병력과 전투를 치러 패주시키는 금문의 변이 일어나 양자의 적대 관계는 결정적이 되었다.
금문의 변으로 조정의 적이 된 조슈번은 막부로부터 제1차 조슈 정벌을 당하는 등 대단히 궁지에 빠지게 되었다. 한편 사쓰마 번도 자번을 주장하는 막부에 의한 정치 개혁 전망을 기대하지 못했고, 오쿠보 도시미치와 사이고 다카모리 등을 중심으로 막부에 대한 강경론이 고조되었다.
조슈, 사쓰마 간의 화목은 제1차 조슈 정벌 중지 주선과 오경이었던 다자이후 엔주오인에 대한 수용에 분주했던 후쿠오카번의 존황양이파였던 다카스기 신사쿠와 사이고 다카모리와의 회담(대범루 회담)을 한 것이나, 영국의 주일 공사인 해리 파크스가 다카스기 신사쿠와 회담하여, 사쓰마와 같은 막부 말기 정계에서 영향력을 가지고 있던 도사번을 방문하는 등 서남 지방의 웅번을 결속시켰다.
도사를 탈번하여 떠돌던 낭인이 나가사키에서 가이엔타이(이후의 해원대)를 이끌었던 사카모토 료마와 나카오카 신타로의 알선으로, 주전파 조슈번의 중신인 후쿠나가 기스케의 집에서 회담을 진행하였다. 시모노세키에서 회담을 사이고가 직전에 거부하는 사태도 있었지만, 1월 21일 고마쓰의 저택에서 사카모토를 통해 사쓰마번의 사이고 고마쓰와 조슈번의 가쓰라 고고로가 6개 조항의 동맹을 체결했다. 다른 사쓰마 측 참석자는 오쿠보, 시마즈 이세, 가쓰라 히사다케, 요시이 도모자네, 나라하라 시게루였다.
이후 왕정복고와 보신 전쟁의 첫 단계처럼 두는 경우도 많지만 이후 인정할 수 있도록 막부에 의한 조슈 번의 징계에 대해 조슈 번의 상황이 나빠져도 사쓰마 번은 조슈 번을 지원한다는 내용이었으며, 함께 막부를 타도하려고 적극적으로 움직이려 한 것은 아니었다. 또한 ‘결전’의 상대는 막부 자체가 아니라 당시 교토 정국을 주도하고 있던 도쿠가와 요시노부, 마쓰다이라 가타모리(아이즈번), 마쓰다이라 사다아키(쿠와나번) 3인, 소위 이치카이소 정권)이었다. 당시 히토쓰바시 가문의 당주였던 요시노부는 고유의 군사력을 대부분을 보유하고 있지 않았고, 군사적 대결의 상대로서는 아이즈나 쿠와나 두 번, 특히 아이즈를 목표로 한 것이었다.
이 밀약에 따라 사쓰마 번은 막부에 의한 제2차 조슈 정벌을 즈음하여 출병을 거부하고 이후 사쓰마의 제휴 관계는 깊어지게 되었다. 사쓰마 번의 번사로 메이지 시대에는 시마즈 히사미츠의 측근으로 역사편찬 사업에 종사한 이치키 시로는 사쓰마 번과 조슈 번의 동맹이 성립한 것은 더 후년 1867년(게이오 3년) 11월, 사쓰마 번주 시마즈 다다요시가 다수의 병사를 이끌고 상경했을 때 조슈 번의 세자 모리 모토노리와 회견을 했고, 출병 협정을 맺은 시점이라고 지적하고 있다

## 같이 보기
- 쓰키가타 센조
- 하야카와 요케이
- 웅번
- 번벌